# Mietvilla Roseggerstraße 8 (Radebeul)
Die Mietvilla Roseggerstraße 8 liegt im Stadtteil Serkowitz der sächsischen Stadt Radebeul. Sie wurde 1903/1904 nach Plänen des Architekten Oskar Menzel durch das Serkowitzer Bauunternehmen F. W. Eisold von dessen Eigentümer Wilhelm Eisold auf eigenem Grundstück errichtet.

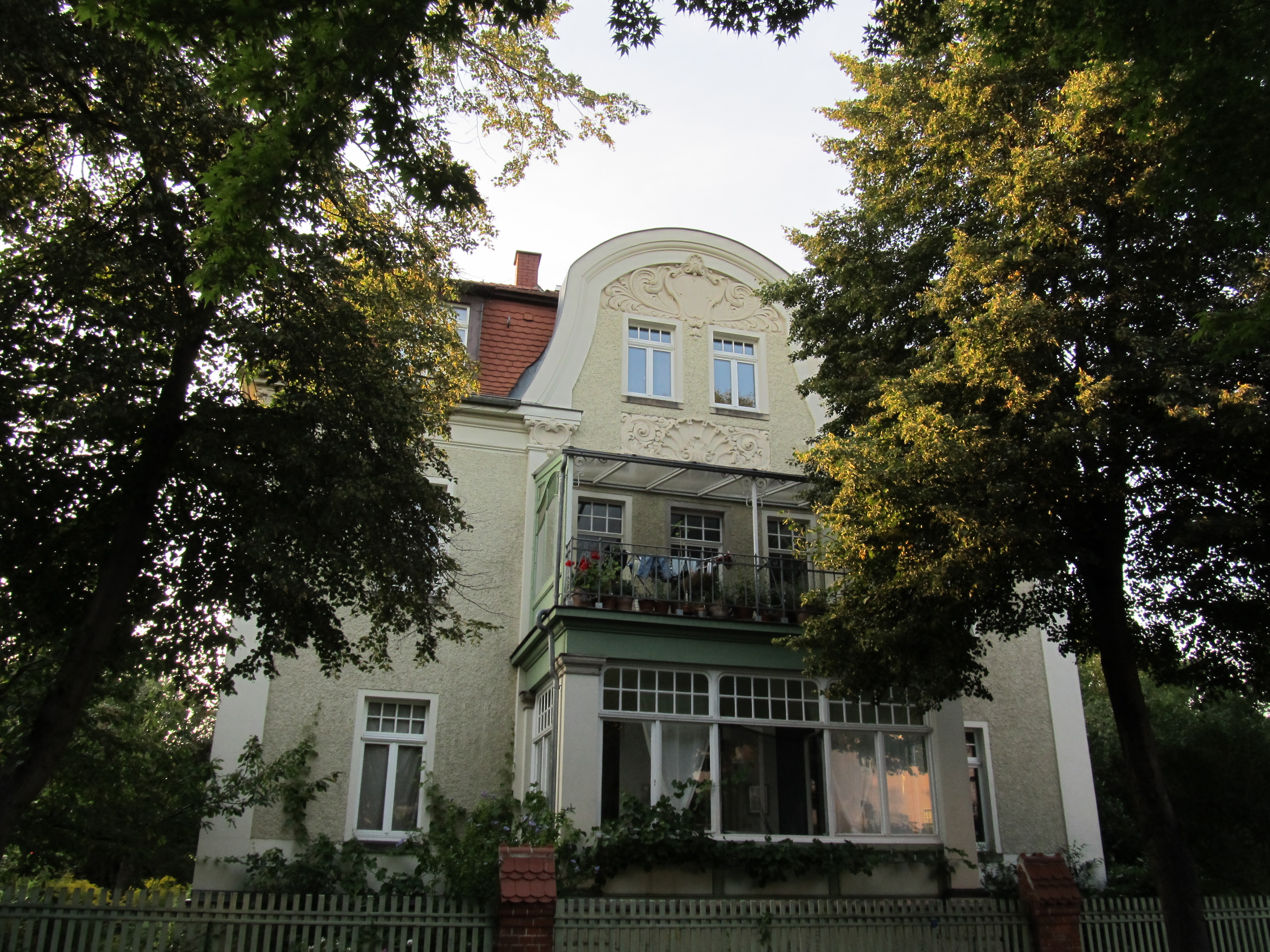
Ansicht von der Straße aus

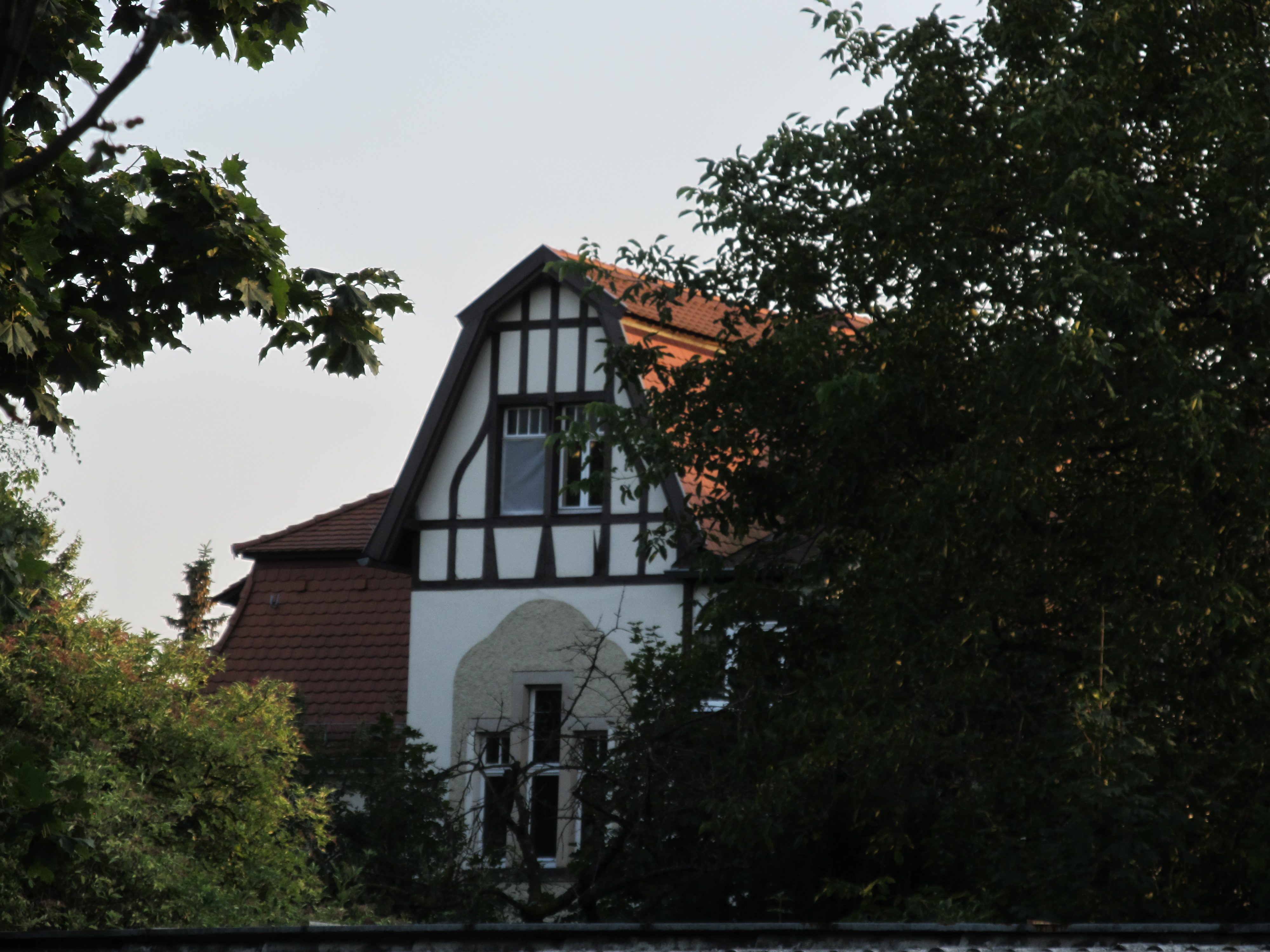
Mit Zierfachwerk geschmückter Giebel an der Nordostfassade

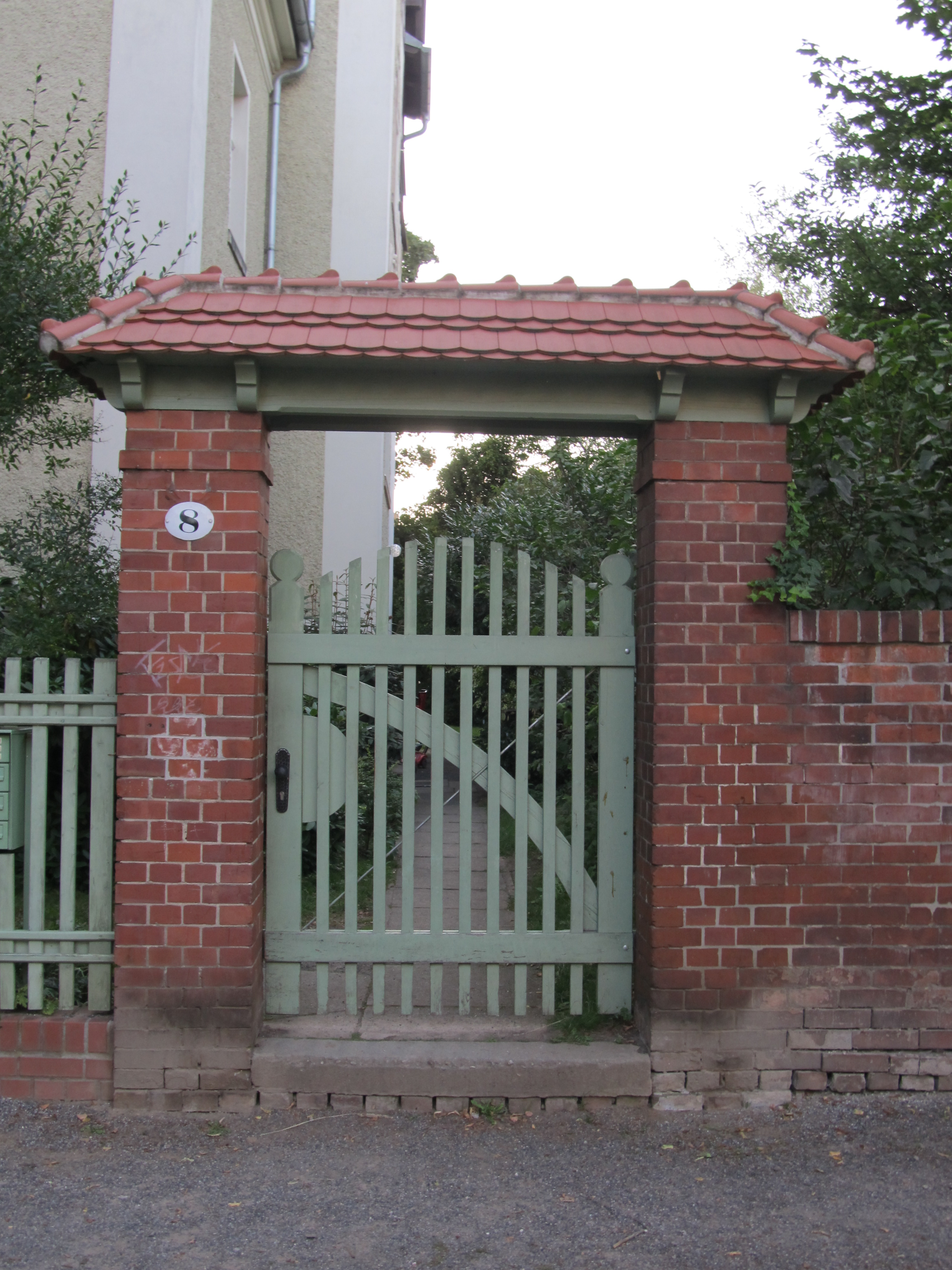
Gartenpforte

## Beschreibung
Die zusammen mit ihrer Einfriedung und der Pforte unter Denkmalschutz stehende Mietvilla ist ein Wohnhaus mit neobarocken Anklängen. Auf dem zweigeschossigen Wohnhaus sitzt ein hohes, stark ausgebautes Ziegel-Mansarddach.
Die symmetrisch ausgebildete Straßenansicht zeigt einen Mittelrisalit mit einem hohen, geschweiften Giebel mit neobarocker Stuckornamentik. Vor dem Risalit steht eine geschlossene, verglaste Veranda, dessen Austritt obenauf durch ein Glasdach sowie verglaste Seitenwände geschützt wird. Beidseits des Giebels findet sich im Dach jeweils eine Schleppgaube.
In der rechten Seitenansicht steht ein dachhoher Treppenhausrisalit mit dem Hauseingang. Auf Höhe des Dachgeschosses findet sich in diesem Risalit ein verandaartiger Austritt, darüber ist der Giebel mit Zierfachwerk geschmückt. Die Treppenhausfenster weisen Ornamentverglasung auf. Dort findet sich auch eine Datierung auf 1903.
Die Putzfassaden werden an den Gebäudekanten durch glatte Ecklisenen begrenzt, während die Putzflächen selbst in Spritzputz ausgeführt wurden. Die Fenster im Erdgeschoss werden von Klappläden begleitet.
Die Einfriedung ist ein Lattenzaun zwischen Backsteinpfeilern mit Ziegelabdeckungen. Der Zugang erfolgt durch eine Gartenpforte mit gerader Verdachung. Am oberen Ende der Torpfeiler deutet eine Reihe vorstehender Steine ein Kapitell an, auf dem ein Holzgebälk ruht. Dieses trägt ein mit Turmbibern gedecktes, kleines Walmdach. Die streng rechteckige Form von Lattenzaun und Toranlage wird durch die geschweifte Oberkante sowie die nach oben gebogene Form der Diagonalversteifung des Lattentores gemildert.

## Geschichte
Baumeister Wilhelm Eisold beantragte als „Bauender, Bauleiter und Ausführender“ im Januar und Mai 1903, auf eigenem Grundstück eine Villa offenbar nach einem Entwurf des Architekten Oskar Menzel zu errichten. Der Antrag auf Rohbaurevision erfolgte im November 1903, im März 1904 erging die Bitte um Bezugsgenehmigung.